# La Ville-du-Bois
La Ville-du-Bois település Franciaországban, Essonne megyében. Lakosainak száma 8140 fő (2022. január 1.). La Ville-du-Bois Nozay, Ballainvilliers, Longpont-sur-Orge, Montlhéry és Saulx-les-Chartreux községekkel határos.

## Népesség
A település népességének változása:
| Lakosok száma | 7222 | 7364 | 7506 | 7753 | 7970 | 8010 | 8021 | 8080 | 8140 |
|               | 2013 | 2015 | 2016 | 2017 | 2018 | 2019 | 2020 | 2021 | 2022 |